# Alipay
Alipay (en chino: 支付宝) es una plataforma móvil de terceros y pago en línea, desarrollada en Hangzhou (China) en febrero de 2004 por Alibaba y su fundador Jack Ma. En 2015, Alipay trasladó su sede a Pudong (Shanghái), a pesar de que su matriz, Ant Financial, siga en Hangzhou.
Alipay igualó a PayPal como plataforma de pago móvil, la más grande del mundo, en 2013. El 31 de marzo de 2018, el número usuarios en Alipay llegó a los 870 millones. Es el servicio de pago móvil número 1 del mundo y el segundo servicio de organización de pagos móviles más grande del mundo. Según las estadísticas del cuarto trimestre de 2017, Alipay tiene una participación del 54,26% en sus transferencias, siendo un número que va en aumento.

## Historia
En 2003, Taobao lanzó el primer servicio Alipay. El PBOC, el banco popular de China, emitió autorizar controles en junio de 2010 para proveedores de pagos de terceros. Además impartió directrices para instituciones extranjeras de pago financiado. Debido a esto, Alipay se reestructuró como compañía doméstica controlada por el director ejecutivo de Alibaba, Jack Ma, para facilitar la aprobación reguladora de la licencia. La transferencia de la propiedad de Alipay en 2010 fue polémica, con informes de medios de comunicación en 2011 de los cuales Yahoo! y Softbank (accionistas de Alibaba) no tenían constancia del valor nominal de la venta. Ma recibió muchas críticas, a las que respondió diciendo que el consejo de administración de Alibaba era consciente de la transacción. El incidente estuvo criticado en medios de comunicación extranjeros y chinos lo que perjudicó la confianza de inversores extranjeros al invertir en China. Finalmente se resolvió la disputa con un acuerdo entre Alibaba Group, Yahoo! y Softbank en julio de 2011.
En 2013 Alipay lanzó una plataforma de producto financiera llamada Yu'ebao (余额宝). En junio de 2013 la compañía aun tenía lo que llamaban "un problema de papeleo menor" con la comisión reguladora China, pero la empresa dijo que tenía intenciones de expandir el producto.
En 2015, la filial de Alipay se cambió de nombre Ant Financial Services Group.
En 2017, Alipay reveló su servicio de pago de reconocimiento facial.

## Servicios

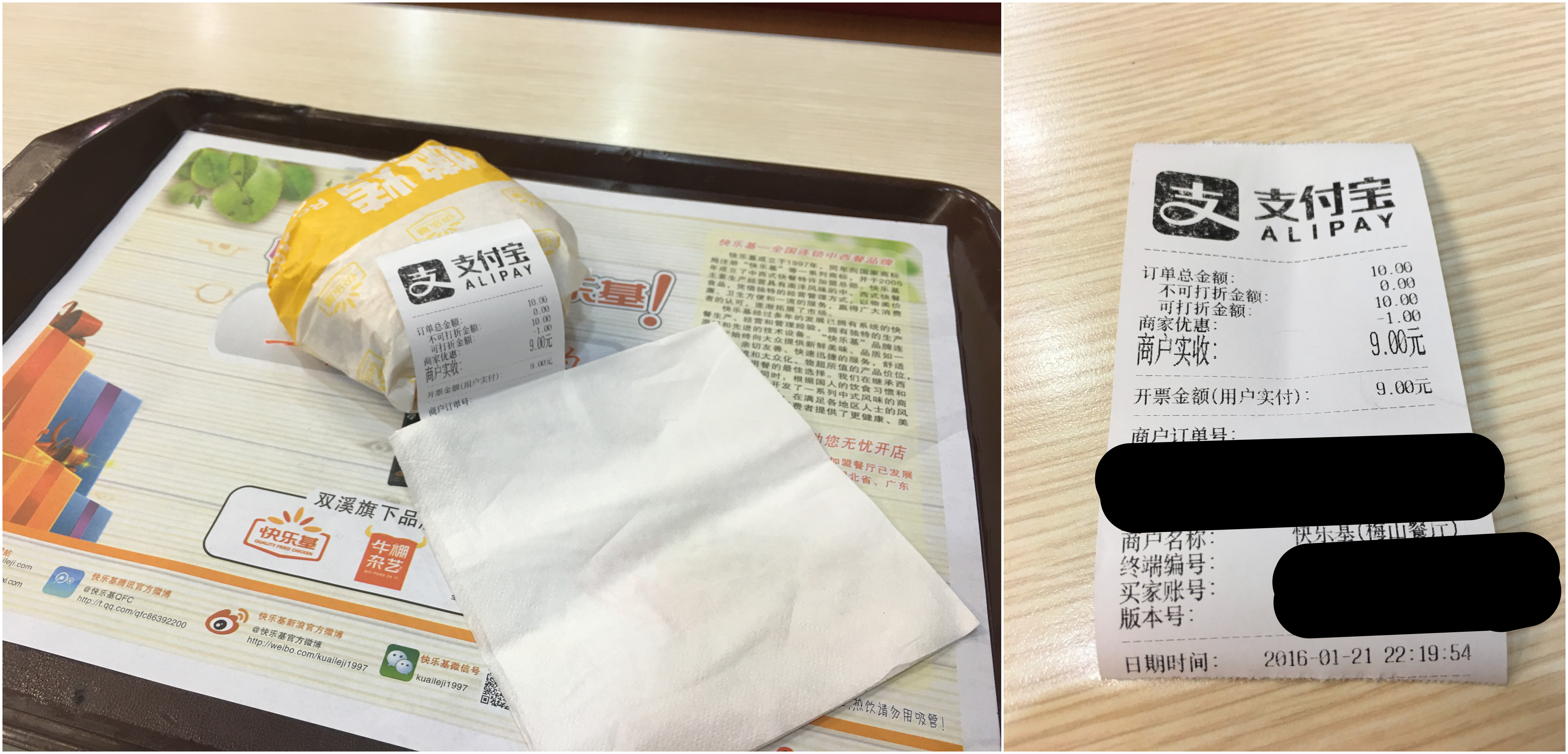
Comida pagada con Alipay en un Mainland China

Alipay funciona con más de 65 instituciones financieras que Visa y MasterCard para proporcionar servicios de pago para Taobao y Tmall, así como más de 460.000 negocios en línea y locales chinos.
Alipay está disponible en dispositivos con su cartera de Alipay. Con ella se pueden realizar pagos mediante códigos QR en tiendas. La aplicación de Alipay también proporciona características como pago de facturas de tarjeta de crédito, administraciones de cuenta del banco, transferencias P2P, prepago de tarjetas de saldo, comprar tiques de bus o tren, comprar comida a domicilio, pagar seguros, almacenar documentos de identificación digital, etc. Alipay también permite realizar compras en línea en la mayoría de webs chinas, como Taobao y Tmall.

## Expansión internacional
Internacionalmente, más de 300 mercados de todo el mundo utilizan Alipay para vender directamente a consumidores en China. Actualmente es compatible con transacciones en 18 monedas extranjeras importantes.
Desde el lanzamiento de Alipay en el Mainland China, Ant Financial fundó una serie de expansión de los servicios a otros países.

### Asia

#### Hong Kong
En 2017, Ant Financial presentó su expansión de servicio a Hong Kong. Lanzaron "AlipayHK" junto con CK Hutchison. También se publicó una versión independiente de la aplicación que proporciona características como pago móvil y transferencia P2P. Todas las transacciones se llevan a cabo con dólar de Hong Kong en vez de Renminbi. El servicio ya está disponible en tiendas de cadena importante como McDonald's o 7-Eleven. Los mercados mojados y otros similares también suelen tener disponible este método de pago.

#### Singapur
En 2017, Ant Financial se afilió con CC Financial, una nueva empresa de Singapur. Alipay planeaba expandir sus 20 000 puntos de aceptación en Singapur y abrir su plataforma a los bancos de Singapur.

#### Japón
Alipay irrumpió en Japón en 2015, con una red de hasta 38 000. Ant Financial esperaba que su red e Japón ayudase a turistas chinos.

#### Bangladés
En 2018, Alipay compró un 20% de acciones en Bangladés del proveedor de servicio financiero móvil bKash Limited.

### Norteamérica

#### Estados Unidos
Ant Financial se afilió con First Data en 2017. Esto permitía que Alipay se usase como servicio de venta con más de 4 millones de socios en Estados Unidos.

#### Canadá
En 2017, Alipay se afilió con SnapPay para que comerciantes canadienses pudieran aceptar monedas chinas. Actualmente hay 800 comerciantes en Canadá que disponen de Alipay. Air Canada empezó a permitir transacciones en Alipay para reservar vuelos de Canadá y Estados Unidos en agosto de 2018.

### Europa

#### Noruega
Alipay empezó a cooperar con Vipps en Noruega. 30 tiendas en Bergen están preparadas para recibir clientes de Alipay y a partir de enero de 2019 algunas tiendas en Oslo también.